# Katja Hose
Katja Hose er en professor i datalogi ved Institut for Datalogi på Aalborg Universitet.

## Uddannelse
Katja Hose blev i 2004 kandidat i datalogi fra Ilmenau University of Technology. I 2009 opnåede hun ph.d.-graden i datalogi også fra Ilmenau University of Technology i Tyskland.

## Karriere
Katja Hose har været tilknyttet Aalborg Universitet siden 2012. I 2018 blev hun udnævnt til professor i datalogi efter bevilling fra Poul Due Jensens Fond. Katja Hose beskæftiger sig i sin forskning med webvidenskab og bevæger sig i et krydsfelt mellem big data, maskinlæring og semantiske teknologier.
Med sin forskning forsøger hun at udnytte de enorme mængder af åbne data, som aldrig bliver udforsket, og herigennem sørge for bedre adgang til nøjagtige og pålidelige informationer.
Ved at gøre maskiner i stand til automatisk at finde, behandle og forstå information vil hun skabe ideelle betingelser for faktatjek. Teknologien vil herved fungere på en måde lignende intelligente personlige assistenter, men er i stedet baseret på offentligt tilgængeligt data og er ikke bundet til en bestemt virksomhed eller serviceudbyder.
Katja Hose har tidligere modtaget en YDUN-bevilling fra Det Frie Forskningsråd samt en Sapere Aude-bevilling fra Danmarks Frie Forskningsfond.